# Sejny
Sejny, (Litouws: Seinai, Jiddisch: Seini) is een stad in het Poolse woiwodschap Podlachië, gelegen in de powiat Sejneński. De oppervlakte bedraagt 4,49 km², het inwonertal 5641 (2012).
In de buurt van Sejny ligt een belangrijke grensovergang met Litouwen, met Ogrodniki aan de Poolse en Dziviliškiai aan de Litouwse kant.

## Geschiedenis

### Middeleeuwen
In de vroege middeleeuwen werd het gebied waar nu Sejny ligt, bewoond door de Jatvingers, ook wel Sudauers genoemd, een stam die een aan het Litouws verwante Baltische taal sprak. Het gebied was aantrekkelijk voor de buurvolken en werd al gauw een twistappel tussen Mazovië en Litouwen. Toen de Duitse Orde in het begin van de 13e eeuw Oost-Pruisen veroverde, werd het land van de Jatvingers een twistappel tussen de Duitse Orde en Litouwen. In de 14e eeuw was het gebied dankzij de oorlogen vrijwel onbewoond.
Na de nederlaag van de Duitse Orde in de Slag bij Tannenberg van 1410 kwam het gebied bij Polen. Er vestigden zich weer mensen in het gebied en er werden nieuwe wegen aangelegd. De weg van Berżniki via Sejny naar het Litouwse Merkinė werd een belangrijke handelsroute. In deze tijd is volgens de overlevering Sejny gesticht door drie ridders uit het leger van de Poolse koning Wladislaus II Jagiello, die hun een stuk land had gegeven uit erkentelijkheid voor hun moed tijdens de Slag bij Tannenberg. Omdat de drie ridders al oud waren, noemden ze de stad ‘Seni’, het Latijnse woord voor ‘oude mannen’. Dat werd later verbasterd tot Sejny. Voor deze legende bestaat geen enkel bewijs. Volgens de taalkundige Jerzy Nalepa is zowel de naam Sejny als de naam Sejna (de oude naam voor de rivier Marycha, de grensrivier tussen Polen en Litouwen, die in het Litouws nog steeds Seina heet) van Jatvingische oorsprong.
Op 22 december 1522 beval koning Sigismund I van Polen de woiwode van Podlachië Janusz Kostewicz een halve vierkante mijl grond aan de rivier Sejna toe te wijzen aan hetman Iwan Wiśniowiecki. De overdracht geschiedde op 21 mei van het volgende jaar. Wiśniowiecki, een machtig man in de provincie Wolynië, bezocht zijn nieuwe aanwinst nooit zelf, maar liet het beheer over aan een gouverneur. Rond de ambtswoning van de gouverneur vestigden zich mensen en ontstond een nederzetting. In 1593 verkocht een van de nazaten van Wiśniowiecki het dorpje aan een van de inwoners, de edelman Jerzy Grodziński. Onder zijn bewind groeide het dorp uit tot een stadje. Hoewel hij het Juriewo had gedoopt, raakte de stad bekend onder de naam Sejny.
De markt van het stadje werd aangelegd langs de handelsroute van Berżniki naar Merkinė. Ten zuiden van het stadje kwam een nieuwe weg te lopen, die naar Grodno (nu het Wit-Russische Hrodna) leidde. Sejny werd nu een belangrijk handelscentrum.

### 17e eeuw
Jerzy Grodziński vermaakte al zijn bezittingen aan het dominicanerklooster in Vilnius. Hij stierf in 1603 en de Dominicanen begonnen in 1610 aan de bouw van een klooster in Sejny. Het klooster was klaar in 1619 en rond 1632 werd in de buurt van het klooster ook een nieuwe kerk gebouwd, de kerk van de Heilige Maria. Later in de zeventiende eeuw kwam daar de kerk van de Heilige Geest bij. De stad groeide maar langzaam, maar kreeg in deze tijd ook een drukkerij en waarschijnlijk een ziekenhuis.
In 1655 brak een oorlog uit tussen Zweden en Polen. In 1656 werd Sejny door de Zweden veroverd, geplunderd en daarna met de grond gelijk gemaakt. Alleen het klooster stond nog overeind. De Zweeds-Poolse oorlog eindigde in 1660 met de dood van de Zweedse koning Karel X Gustaaf. De monniken kwamen terug en begonnen met de herbouw van de stad. Op 8 november 1670 schonk koning Michaël Korybut Wiśniowiecki de stad het recht om elke week een markt en een beurs te houden. Dit hielp de monniken om nieuwe bewoners aan te trekken; de meesten waren afkomstig uit het overbevolkte Mazovië.
In de vroege 18e eeuw ondervond de stad weer een terugslag tijdens de Grote Noordse Oorlog, toen ze door verschillende legers werd geplunderd en werd geteisterd door twee pestepidemieën kort na elkaar.

### Tot de Eerste Wereldoorlog
Na de oorlog krabbelde de stad weer overeind. In de omgeving van de stad stichtten de Camaldulenzers, een andere kloosterorde, in 1715 een dorp, dat al snel uitgroeide tot de stad Suwałki. Suwałki zou later Sejny gaan overvleugelen, zowel in aantal inwoners als in belang. De Dominicanen in Sejny gaven leiding aan de wederopbouw. Veel barokke gebouwen in de binnenstad dateren uit deze periode. In 1770 werd een nieuw stadhuis gebouwd, in 1778 werd een nieuwe markt geopend en een houten synagoge in gebruik genomen. De Dominicanen bevorderden de vestiging van joden in Sejny om de handel te stimuleren. In 1885 werd de houten synagoge vervangen door een stenen gebouw, dat nog steeds bestaat en nu in gebruik is als cultureel centrum. In 1897 was van de 3.778 inwoners van de stad ongeveer de helft joods.
Na de Derde Poolse Deling van 1795 kwam Sejny in Pruisen terecht. In 1807 kwam de stad in het Hertogdom Warschau te liggen, een vazalstaat van Napoleon Bonaparte. Toen Napoleon uiteindelijk was verslagen, in 1815, ging de stad deel uitmaken van Congres-Polen, op zijn beurt een vazalstaat van het Keizerrijk Rusland. De stad was hoofdstad van een powiat en kreeg in 1818 een eigen bisschop en in 1826 een priesterseminarie. In 1831 verloor Congres-Polen het laatste restje zelfstandigheid en werd het geheel geïntegreerd in Rusland. Sejny werd een deel van het Goebernija Suwałki. Tegen het eind van de 19e eeuw begon de welvaart in Sejny af te nemen. Veel inwoners hadden enthousiast deelgenomen aan de Januariopstand van 1863 en de stad werd gestraft met verlies van zijn privileges. Zeker toen in de jaren tachtig van de 19e eeuw een spoorlijn van Grodno via Augustów, Suwałki, Šeštokai en Alytus naar Orany (het huidige Varėna) werd aangelegd, met in beide eindpunten aansluiting op de spoorlijn van Sint-Petersburg naar Warschau, die Sejny links liet liggen, ging het bergafwaarts met de stad.

### Eerste Wereldoorlog en interbellum
Tijdens de Eerste Wereldoorlog raakte Sejny in 1915 bezet door de Duitsers. De stad viel met de rest van het Goebernija Suwałki in het Gebiet des Oberbefehlshabers der gesamten deutschen Streitkräfte im Osten, het militaire bestuur over het bezette deel van Rusland. Eind 1918 capituleerde het Duitse Keizerrijk en de Duitsers trokken zich geleidelijk terug uit het gebied.
Zowel de Litouwers als de Polen kwamen in opstand tegen Rusland, dat na de Oktoberrevolutie van 1917 verwikkeld was geraakt in een burgeroorlog. In het gebied rond Sejny opereerden Litouwse, Poolse en bolsjewistische strijdkrachten, die alle drie het gebied claimden. Bij de Vrede van Moskou tussen Litouwen en bolsjewistisch Rusland van 12 juni 1920 erkende Rusland de onafhankelijkheid van Litouwen. Litouwen kreeg onder andere het vroegere goebernija Suwałki. Sejny, dat in die tijd rond 2500 inwoners telde, was voor het vredesverdrag al enkele malen van eigenaar gewisseld. Na het vredesverdrag hadden de Litouwers Sejny korte tijd in bezit, maar in augustus 1920 werden de Litouwse troepen weer verdreven door de Polen. Na nog enkele schermutselingen kwamen beide partijen op 7 oktober 1920 onder druk van de Volkenbond een staakt-het-vuren overeen. Ze spraken een demarcatielijn af, met als een van de gevolgen dat het goebernija Suwałki in twee stukken werd verdeeld. Het noordelijk deel, met onder andere de steden Marijampolė en Kalvarija, kwam bij Litouwen, het zuidelijk deel met Sejny en Suwałki zelf bij Polen.
Omdat Polen in strijd met de afspraken toch Vilnius bezette, dat de Litouwers als hun hoofdstad beschouwden, was de verhouding tussen Polen en Litouwen in het interbellum zeer gespannen. De landen onderhielden geen diplomatieke betrekkingen, tot het veel sterkere Polen in 1938 via een ultimatum diplomatieke betrekkingen afdwong.
Tijdens het interbellum verloor Sejny haar status als powiat en haar bisschop, maar ze bleef een handelscentrum en werd dankzij de bossen in de omgeving een centrum voor de meubelindustrie. Bestuurlijk viel Sejny onder het woiwodschap Białystok.

### Tweede Wereldoorlog
Toen in 1939 de Tweede Wereldoorlog uitbrak, werd Sejny op 24 september veroverd en geplunderd door het Rode Leger. Op 13 oktober werd de stad samen met Suwałki en het omringende gebied overgedragen aan nazi-Duitsland, want bij het Molotov-Ribbentroppact was dit stukje Polen aan Duitsland toegewezen. Tot in 1944 bleef Sejny Duits. De omvangrijke joodse gemeenschap in Sejny werd voor het overgrote deel vermoord.
Op 21 mei 1941 werd Suwałki herdoopt in Sudauen, naar de stam der Sudauers, die hier ooit woonde. Er waren plannen om ook de andere plaatsen in het gebied een Duits klinkende naam te geven. Sejny zou bijvoorbeeld Seinen worden. Die plannen zijn niet meer tot uitvoer gekomen.
Op 31 augustus 1944 werd de stad opnieuw door het Rode Leger veroverd en kort daarop overgedragen aan de het nieuwe Polen, met een communistische regering.
De bevolking van Sejny was tijdens de oorlog sterk teruggelopen. Na de oorlog vestigden zich veel mensen in de stad uit de Poolse gebieden die na de oorlog door de Sovjet-Unie waren geannexeerd.

## Sejny nu
Tussen 1956 en 1975 was Sejny de hoofdstad van een powiat en sinds 1999 opnieuw.
Momenteel is Sejny weer een centrum van handel, industrie en toerisme. De toeristen komen vooral voor de barokarchitectuur. In de stad staat een grote melkfabriek; ook wordt er kaas gemaakt.
Een belangrijk deel van de bevolking (volgens cijfers uit 2002 7,9% in de stad en 18,6% in de gemeente Sejny) is Litouwstalig. In Sejny is de vereniging van Litouwstalige Polen gevestigd en het veertiendaagse blad Aušra wordt er uitgegeven. De stad heeft enkele Litouwstalige scholen en een Litouws consulaat.
In Sejny vinden elk jaar festivals plaats, waaronder een orgel- en een kindertheaterfestival.

## Foto’s

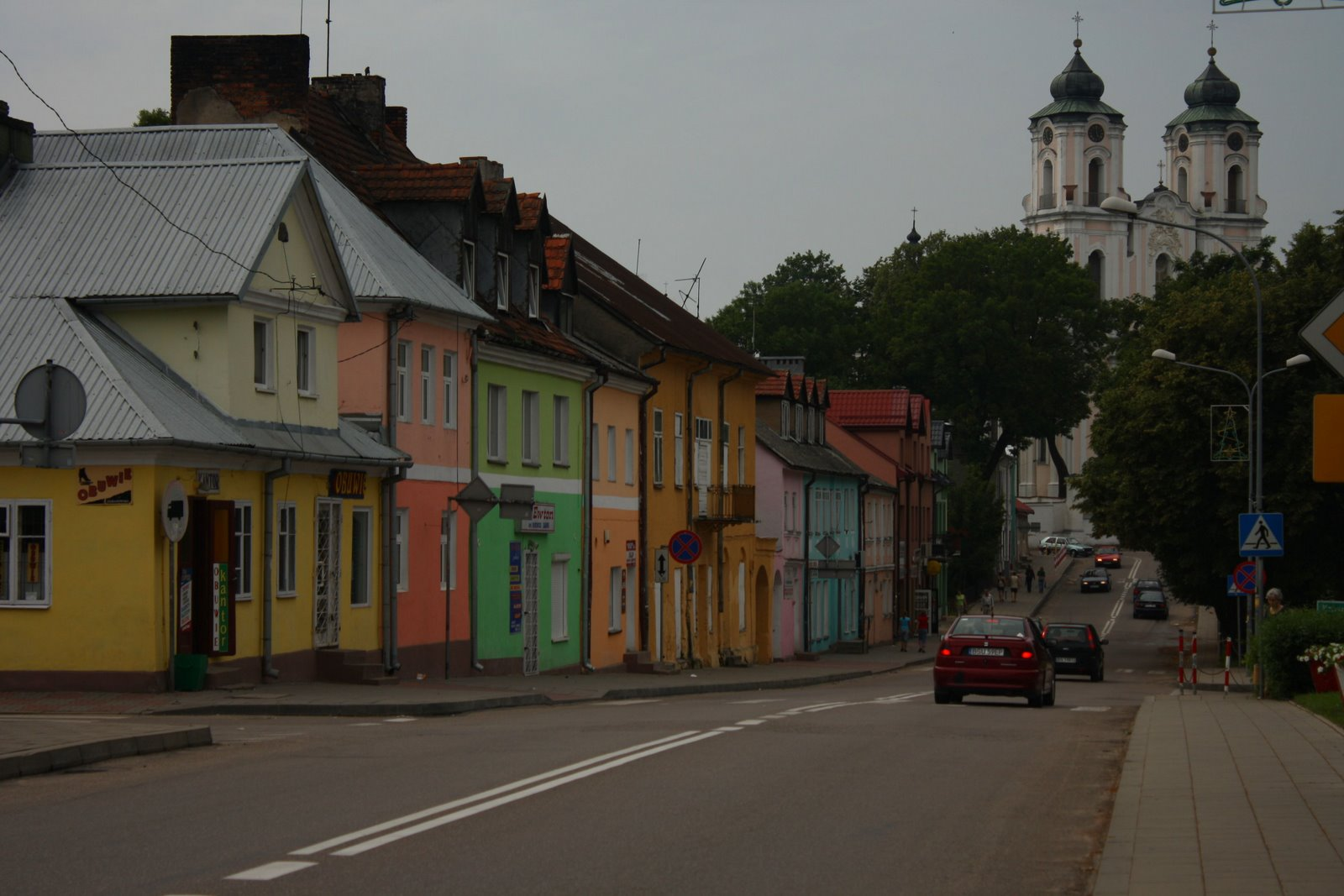
De Piłsudskistraat in Sejny met op de achtergrond de kerk van de Heilige Maria
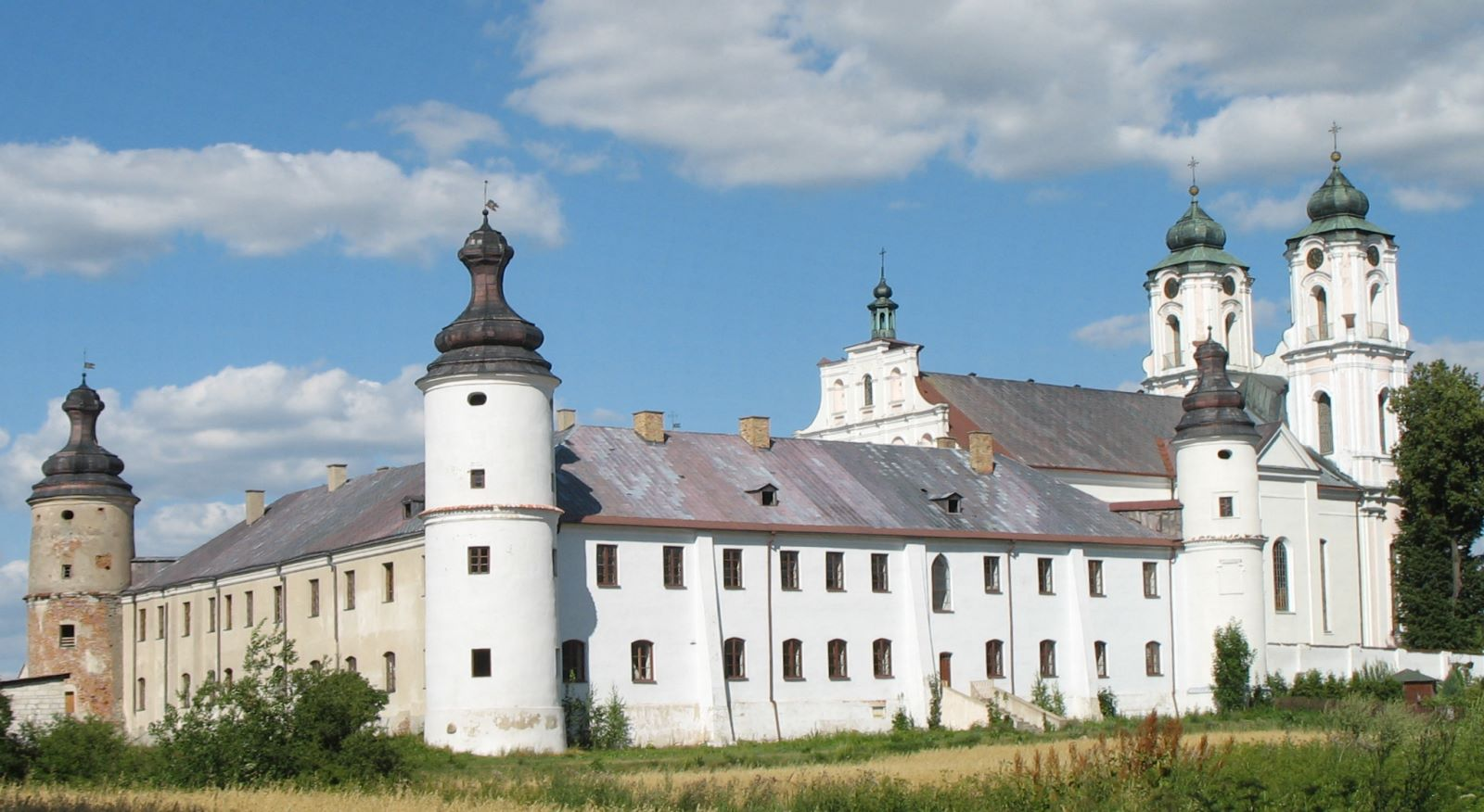
Dominicanerklooster in Sejny
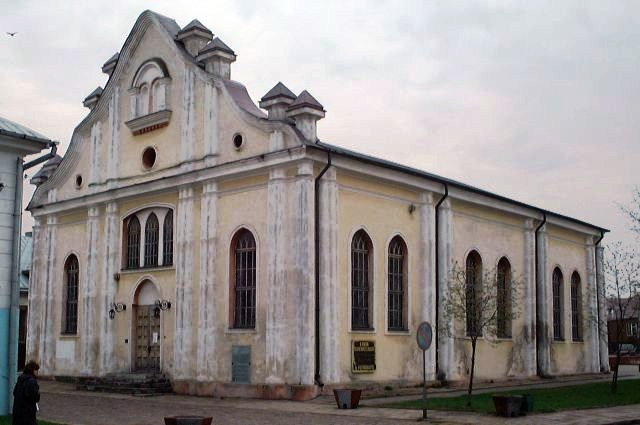
De voormalige synagoge van Sejny
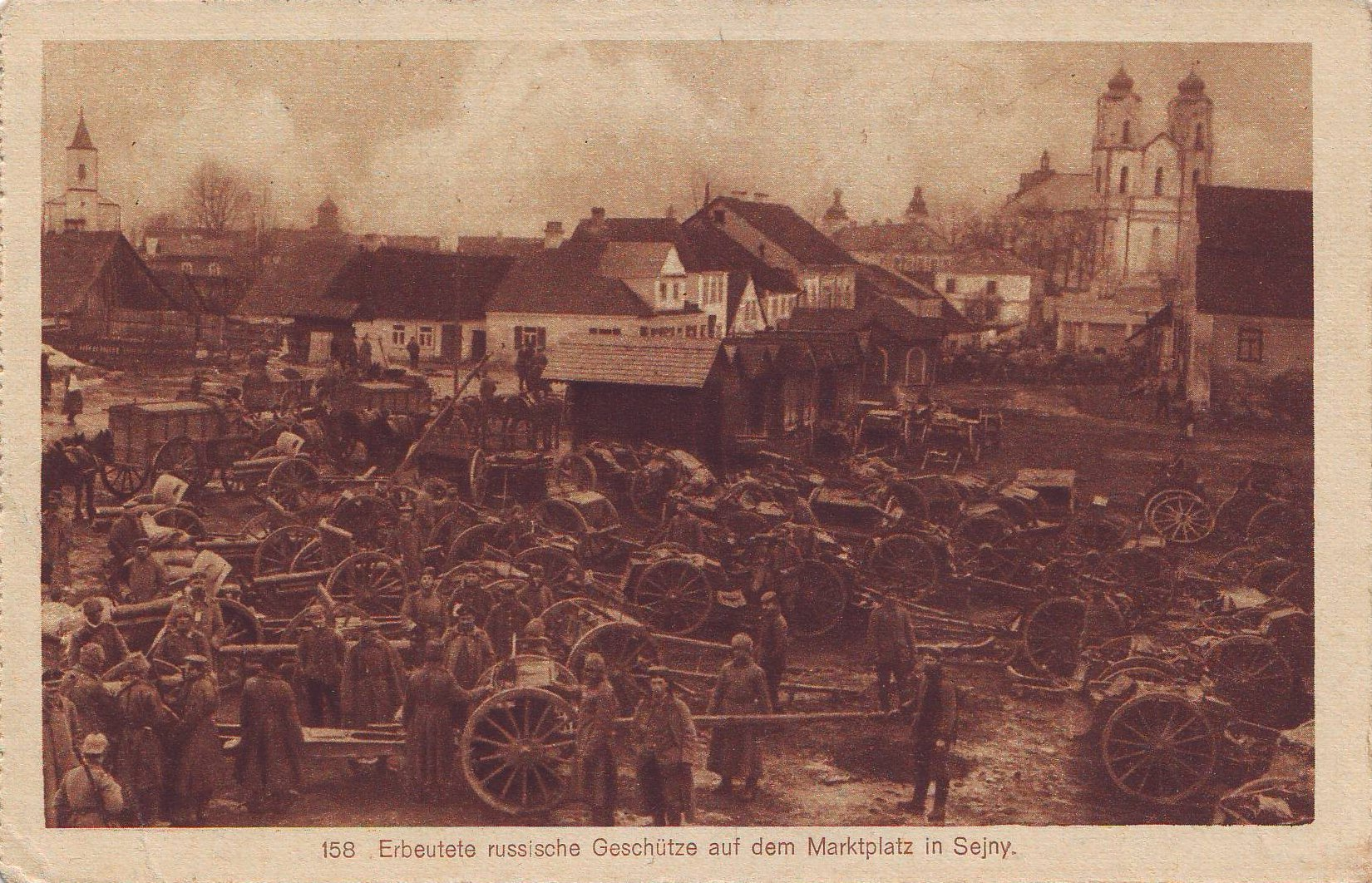
Sejny bezet door de Duitsers in 1915. Het marktplein is volgezet met op de Russen buitgemaakt geschut. Ansichtkaart naar een foto van Erich Benninghoven
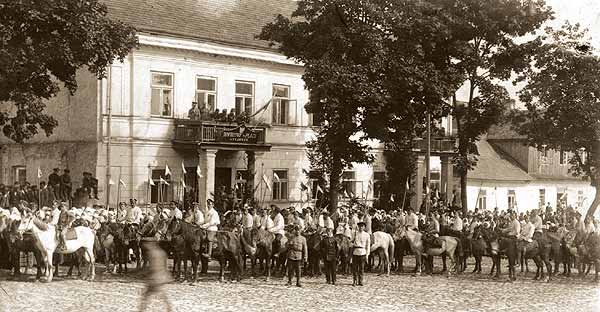
Poolse cavalerieparade in Sejny tijdens de Pools-Litouwse oorlog van 1920
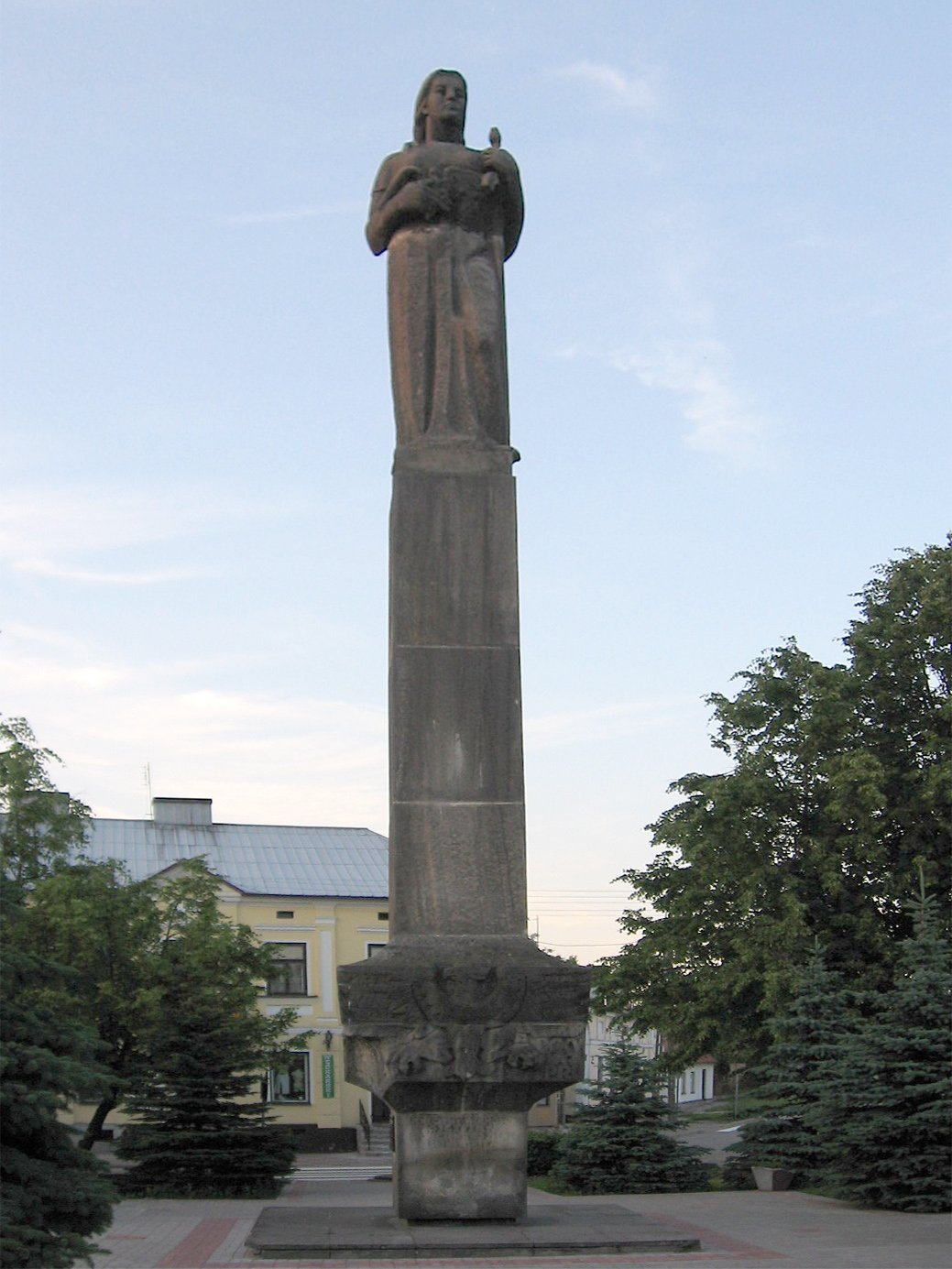
Monument voor de slachtoffers van de Tweede Wereldoorlog in Sejny

## Bekende inwoners
- Antanas Baranauskas (1835-1902), bisschop van Sejny en dichter van zowel Litouwse als Poolse poëzie
- Szymon Konarski (1808-1839), schrijver en politicus, en als zodanig fervent verdediger van het democratische ideaal